# Krásné (kraj Wysoczyna)
Krásné – miejscowość i gmina (obec) w Czechach, w kraju Wysoczyna, w powiecie Zdziar nad Sazawą. W 2022 roku liczyła 118 mieszkańców.